# Az év magyar sportolója (NSSZ)
Az év sportolója díjat a Nemzeti Sportszövetség (NSSZ) 2003-2011 között egy hazai férfi vagy női versenyzőnek adományozta, kategóriánként megnevezve a 2. és a 3. helyezettet is. A díj odaítéléséről 68 sportági szövetség, 10 civil szervezet, valamint 20 megyei sportszövetség szavazata döntött. Az év sportolója és az év utánpótláskorú sportolója cím mellett különböző kategóriákban díjazták a sportolók eredményes felkészítésében részt vevő edzőket, sportvezetőket, sportorvosokat is. Ugyancsak minden évben adták át életműdíjat, valamint különdíjat.
A győztesek Botos Péter iparművész egyedi tervezésű díját, a 2. és 3. helyezettek pedig a Horváth Sándor által tervezett és készített díjakat vehették át
A Nemzeti Sportszövetség 2012. január 1-től megszűnt, feladatait a Magyar Olimpiai Bizottság vette át. A MOB ezt a díjat korábbi formájában nem tartotta meg.

## Kategóriái
A Nemzeti Sportszövetség által évenként adományozott díj kategóriái:
- Az év sportolója
- Az év utánpótláskorú sportolója
- Az év edzője
- Az év sportvezetője
- Az év sportorvosa, A sportolók egészségéért díj[1]
- Az év sportújságírója
- Életműdíj
- Különdíj

## Az év sportolója
| Év   | Az év sportolója                                 | 2. helyezett                                               | 3. helyezett                         |
| ---- | ------------------------------------------------ | ---------------------------------------------------------- | ------------------------------------ |
| 2003 | Kovács Katalin (kajak)                           | Risztov Éva (úszás)                                        | Pálinger Katalin (kézilabda)         |
| 2004 | Janics Natasa (kajak)                            |                                                            |                                      |
| 2005 | Cseh László (úszás)                              | Kovács Katalin-Janics Natasa (kajak)                       | Asztalos István (ejtőernyős)         |
| 2006 | Nagy Tímea (párbajtőrvívó)                       | Cseh László (úszó)                                         | Janics Natasa-Kovács Katalin (kajak) |
| 2007 | Szávay Ágnes (teniszező)                         | Horváth Viktor (öttusa)                                    | Kovács Katalin (kajak)               |
| 2008 | Vajda Attila (kenu)                              | Cseh László (úszó)                                         | Kovács Katalin–Janics Natasa (kajak) |
| 2009 | Kovács Katalin (kajak)                           | Gyurta Dániel (úszás)                                      | S. Kovács Ádám (karate)              |
| 2010 | Berki Krisztián (torna)                          | Janics Natasa (kajak) Jároszkievicz Krisztián (kick-boksz) |                                      |
| 2011 | Berki Krisztián (torna) Dancsó Zoltán (kick-box) | Gyurta Dániel (úszás)                                      | Vajda Attila (kajak-kenu)            |

## Az év utánpótláskorú sportolója
| Év   | Az év utánpótláskorú sportolója                      | 2. helyezett                                        | 3. helyezett                                      |
| ---- | ---------------------------------------------------- | --------------------------------------------------- | ------------------------------------------------- |
| 2003 | Cseh László (úszás)                                  | Szabics Imre (labdarúgó)                            | Pars Krisztián (atlétika)                         |
| 2004 | Gyurta Dániel (úszás)                                |                                                     |                                                   |
| 2005 | Mikler Roland (kézilabda)                            | Jakabos Zsuzsanna (úszás)                           | Verrasztó Dávid (úszás)                           |
| 2006 | Lőrincz Tamás (birkózó)                              | Knoch Viktor (gyorskorcsolya) Mészáros Anett (judo) |                                                   |
| 2007 | Gyurta Dániel (úszás)                                | Baczkó Bernadett (cselgáncs)                        | Szilágyi Áron (vívás)                             |
| 2008 | Varga Dénes (vízilabda)                              | Kiss Tamás (kenu)                                   | Senánszky Petra (búvárúszó)                       |
| 2009 | Hosszú Katinka (úszás)                               | U20-as labdarúgó-válogatott                         | Karakas Hedvig (dzsúdó) Dudás Miklós (kajak-kenu) |
| 2010 | Kapás Boglárka (úszás)                               | Kovács Sarolta (öttusa)                             | Fucsovics Márton (tenisz) Iliasz Nikolasz (vívás) |
| 2011 | Kovács Sarolta (öttusa) Senánszky Petra (búvárúszás) | Csipes Tamara (kajak-kenu)                          | Németh Zsanett (birkózás) Szegedi Döme (karate)   |

## Az év edzője
| Év   | Az év edzője                                | 2. helyezett                                 | 3. helyezett                                                                   |
| ---- | ------------------------------------------- | -------------------------------------------- | ------------------------------------------------------------------------------ |
| 2003 | Kemény Dénes (vízilabda)                    | Fábiánné Rozsnyói Katalin (kajak)            | Skaliczki László (kézilabda)                                                   |
| 2004 | Kemény Dénes (vízilabda)                    |                                              |                                                                                |
| 2005 | Fábiánné Rozsnyói Katalin (kajak)           | Németh András (kézilabda)                    | Turi György (úszás)                                                            |
| 2006 | Fábiánné Rozsnyói Katalin (kajak)           | Kulcsár Győző (vívás), Turi György (úszás)   |                                                                                |
| 2007 | Angyal Zoltán (kajak-kenu)                  | Kemény Dénes (vízilabda)                     | Turi György (úszás), Várhidi Péter (labdarúgás)                                |
| 2008 | Kemény Dénes (vízilabda)                    | Vécsi Viktor (kajak-kenu)                    | Turi György (úszás)                                                            |
| 2009 | Széles Sándor (úszás, Gyurta Dániel edzője) | Csipes Ferenc (kajak, Kovács Katalin edzője) | Kovács István (torna, Berki Krisztián edzője)                                  |
| 2010 | Kovács István (torna)                       | Rapcsák Károly (evezés)                      | Király István (kick-boksz, Király Team) Mocsai Lajos (kézilabda, MKB Veszprém) |
| 2011 | Pálvölgyi Miklós (öttusa)                   | Széles Sándor (úszás) Sajó Zoltán (karate)   | Vécsi Viktor (kajak-kenu) Kovács István (torna)                                |

## Az év sportvezetője
| Év   | Az év sportvezetője                                   | 2. helyezett                                                                               | 3. helyezett                                                                                              |
| ---- | ----------------------------------------------------- | ------------------------------------------------------------------------------------------ | --- |
| 2003 | Csötönyi Sándor                                       | Dr. Mészáros János                                                                         | Dr. Kiss István                                                                                           |
| 2004 | Gyárfás Tamás                                         |                                                                                            | |
| 2005 | Gyárfás Tamás (úszás)                                 | Sinka László (kézilabda)                                                                   | Szabó András (torna)                                                                                      |
| 2006 | Dr. Szabó Tamás (a volt NUPI főigazgatója)            | Dr. Baráth Etele (Kajak-kenu Szövetség elnöke) Sinka László (Kézilabda Szövetség főtitkár) | |
| 2007 | Sinka László (a Magyar Kézilabda Szövetség főtitkára) | Császári Attila (a Magyar Öttusa Szövetség elnöke)                                         | Faragó Judit (a Magyar Asztalitenisz Szövetség főtitkára) Dr. Mészáros János (az NSSZ általános alelnöke) |
| 2008 | Schmitt Pál (a Magyar Olimpiai Bizottság elnöke)      | Studniczky Ferenc (jégkorong)                                                              | Somkuti Annamária (Magyar Táncsport Szakszövetség)                                                        |
| 2009 | Dr. Baráth Etele (kajak-kenu)                         | Juhos József (asztalitenisz)                                                               | Nyíri Iván (búvárúszás)                                                                                   |
| 2010 | Leyrer Richárd (Magyar Kick-box Szövetség elnöke)     | Dr. Szabó Tamás (Nemzeti Sport Intézet főigazgatója)                                       | Dr. Székely Ferenc (Heves Megyei Sportszövetségek Egyesületének elnöke)                                   |
| 2011 | Nyíri Iván (búvárúszás) Schmiedt Gábor (kajak-kenu)   | Molnár Zoltán (MOB)                                                                        | Altorjai Sándor (torna)                                                                                   |

## Az év sportorvosa, A sportolók egészségéért díj
| Év   | Az év sportorvosa                                               | 2. helyezett                                         | 3. helyezett                                      |
| ---- | --------------------------------------------------------------- | ---------------------------------------------------- | ------------------------------------------------- |
| 2003 | Dr. Pavlik Gábor                                                | Dr. Martos Éva                                       | Dr. Kator Miklós                                  |
| 2004 | Dr. Martos Éva                                                  |                                                      |                                                   |
| 2005 | Dr. Pavlik Gábor (vízilabda)                                    | Dr. Tállay András (kézilabda)                        | Dr. Légrádi József (kick-boksz)                   |
| 2006 | Dr. Berkes István (OSEI főigazgató főorvos)                     | Dr. Lénárt Ágota (pszichológus), Páni András (gyúró) |                                                   |
| 2007 | Dr. Frenkl Róbert (orvos, egyetemi tanár)                       | Dr. Györe István (OSEI)                              | Dr. Vura Márta (sportpszichológus)                |
| 2008 | Dr. Pavlik Gábor, (a férfi vízilabda válogatott korábbi orvosa) | Dr. Györe István (triatlon)                          | Dr. Dobos József (kajak-kenu)                     |
| 2009 | Dr. Páll Zoltán (a Világjátékok magyar csapatorvosa)            | dr. Jákó Péter (OSEI)                                | Dr. Petrekanits Máté (a TF tudományos munkatársa) |
| 2010 | Kausz István                                                    | Halasi Tamás                                         | Tállay András                                     |
| 2011 | Lénárt Ágota                                                    | Babindák Elvíra                                      | Berka Imre                                        |

## Az év sportújságírója
| Év   | Az év sportújságírója                           | 2. helyezett                                              | 3. helyezett                                                    |
| ---- | ----------------------------------------------- | --------------------------------------------------------- | --------------------------------------------------------------- |
| 2003 | Novotny Zoltán Dobor Dezső                      |                                                           | Török László                                                    |
| 2004 | Novotny Zoltán                                  |                                                           |                                                                 |
| 2005 | Szántó Dávid (MTV Telesport)                    | Bányász Árpád (MobilPress)                                | Horti Gábor (Hír TV)                                            |
| 2006 | Schulek Csaba (MTV- Telesport)                  | Ballai Attila (Magyar Nemzet) Török László (Magyar Rádió) |                                                                 |
| 2007 | Szántó Dávid (Magyar Televízió)                 | Bányász Árpád (Mobilpress)                                | Novotny Zoltán (Magyar Rádió)                                   |
| 2008 | Knézy Jenő (Duna TV)                            | Gundel Takács Gábor                                       | Kaszala Claudia                                                 |
| 2009 | Fehér Károly (a Magyar Lovasszövetség sajtósa)  | Gyuricza Róbert                                           | Hajdú B. István (kommentátor)                                   |
| 2010 | Ballai Attila (Magyar Nemzet, sportrovatvezető) | Faragó Richard (Sport TV, kommentátor)                    | Jocha Károly (JochaPress) Kaszala Claudia (NSSZ Sajtószolgálat) |
| 2011 | Kaszala Claudia                                 | Bányász Árpád                                             | Molnár Mátyás                                                   |

## Életműdíj
| Év   | Életműdíjas                                                                               |
| ---- | ----------------------------------------------------------------------------------------- |
| 2003 | Török Bódog                                                                               |
| 2004 | Székely Éva                                                                               |
| 2005 | Gerőné Körmöczy Zsuzsanna Markovits Kálmán                                                |
| 2006 | Monspart Sarolta tájfutó                                                                  |
| 2007 | Ormai László (a Statisztika Sportegyesület alapítója, a Magyar Edzők Társaságának elnöke) |
| 2008 | Dr. Nádori László, professzor, testnevelő tanár, sportpszichológus                        |
| 2009 | Kiss László (az úszók szövetségi kapitánya)                                               |
| 2010 | Bonn Ottó (Magyar Kajak-Kenu Szövetség)                                                   |
| 2011 | Szepesi György                                                                            |

## Különdíj
| Év   | Különdíjas |
| ---- | --- |
| 2003 | Fa Nándor Forgács Róbert |
| 2004 | |
| 2005 | A Kötöttfogású,- Szabadfogású - és Női Birkózó Világbajnokság Szervező Bizottsága |
| 2006 | Az „olimpiának indult…”produkcióért Dobor Dezső és Zoltán János Péter |
| 2007 | Talmácsi Gábor (gyorsasági motorversenyző) |
| 2008 | Dr. Tiszeker Ágnes, a Magyar Antidopping Csoport vezetője, a férfi vízilabda válogatott, a Maurizio Vescovo és Törökgyörgy Melinda világbajnok versenytánc páros |
| 2009 | Sportolók-sportvezetők: Kiss Balázs (birkózás), Marosi Ádám (öttusa), Csabai Edvin (kajak-kenu), Kanyó Dénes (búvárúszás), Dancsó Zoltán (kick-box), Patakfalvy Miklós (a Magyar WTF-Taekwondo Szövetség elnöke) Média: A Világjátékokról tudósító sajtócsapat: Kaszala Claudia, Bányász Árpád, Molnár Mátyás, Maczkó Márk, Vörös Nándor |
| 2010 | |
| 2011 | Ferjáncz Attila |